# Yokibito

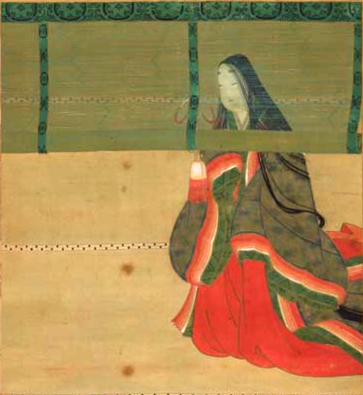
Sei Shōnagon en una pintura del

Els Yokibito eren els membres de l'aristocràcia japonesa durant el període Heian (794-1185). En els temps de les escriptores Murasaki Shikibu i Sei Shōnagon, pels voltants de l'any 1000, eren aproximadament uns cinc mil en una terra amb uns cinc milions d'habitants. La paraula yokibito, si es tradueix de forma literal, significa "la bona gent", però és millor considerar les traduccions com "La gent maca" o "La gent afortunada".